# Ottavia (zone de Rome)

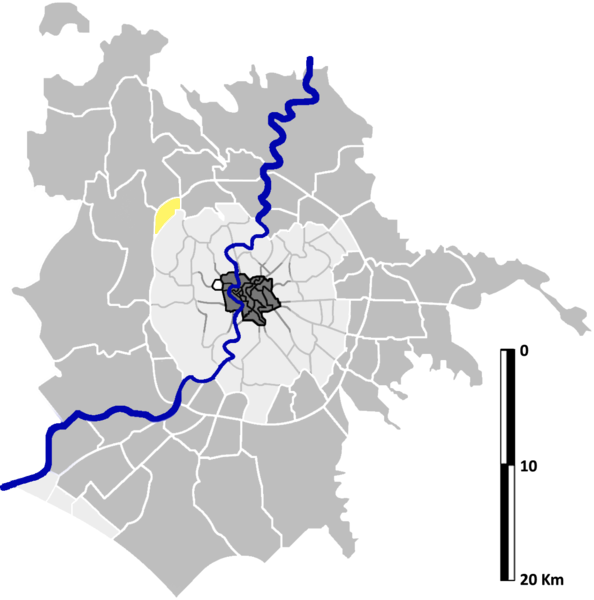
Localisation d'Ottavia sur la carte administrative de Rome.

Ottavia est une zona di Roma (zone de Rome) située au nord-ouest de Rome dans l'Agro Romano en Italie. Elle est désignée dans la nomenclature administrative par Z.L, fait partie du Municipio XIX, et compte 20 603 habitants en 2010 répartis sur une superficie de 3,98 km2.
Ottavia fait également partie d'une « zone urbanistique » homonyme désignée par le code 19.c qui compte 16 000 habitants en 2010.

## Histoire
Cette zone se développe dans l'immédiat après-guerre sur les terrains des Casal del Marmo et de La Lucchina. L'expansion majeure a lieu dans les années 1950 et 1960 avec la croissance démographique de Rome.

## Lieux particuliers
- Église Santi Ottavio e Compagni Martiri (1950)
- Église Sant'Ilario di Poitiers (1977)
- Église San Massimo (1983)
- Église Santa Brigida di Svezia (1983)
- Église Santa Maddalena di Canossa